# SN 2007fj
SN 2007fj – supernowa typu Ib/c odkryta 6 lipca 2007 roku w galaktyce A221425-2811. W momencie odkrycia miała maksymalną jasność 18,80m.